# Rede de área pessoal

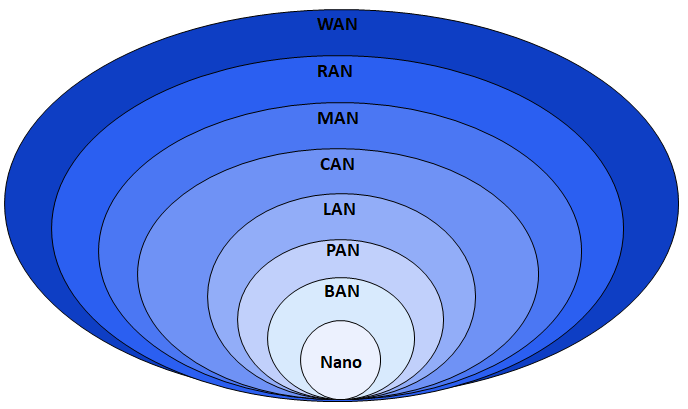
A classificação das redes de dados por escopo espacial

Rede de área pessoal (em inglês: Personal Area Network, sigla PAN), é uma rede doméstica que conecta dispositivos ao alcance de um indivíduo. Ou seja, uma PAN é formada pela comunicação de curta distância entre equipamentos em um ambiente reduzido, como uma mesa de trabalho. As conexões geralmente são sem fio, sendo mais recorrentes com o uso das tecnologias Wi-Fi e Bluetooth. Já com cabos é comum a utilização de cabos USB e Thunderbolt. Uma rede desse tipo classifica a comunicação entre dispositivos como computadores, telefones celulares e tablets, bem como fones de ouvido, impressoras e periféricos no geral. Pode ser usada tanto para a comunicação dos aparelhos entre si, quanto para a conexão a uma rede de nível superior, como uma Rede de Área Local ou Rede de Área Metropolitana, por exemplo.

## Com Fio
Possibilita conexões de curta distância entre aparelhos e periféricos. Entre as tecnologias mais recentes estão os protocolos USB e Thunderbolt.

## Sem fio
Uma Rede de Área Pessoal Sem Fio (em inglês: Wireless Personal Area Network, sigla WPAN) é caracterizada pelo uso de tecnologias sem fio de curto alcance, como IrDA, Wireless USB, Bluetooth ou ZigBee. O alcance de uma rede dessa categoria varia de alguns centímetros a alguns metros. O padrão IEEE 802.15 trata de muitos tipos de tecnologias empregadas em conexões sem fio que operam em bandas ISM.
Um conceito-chave em WPANs é conhecido como "plugging in". No cenário ideal, quando dois dispositivos compatíveis entram em estreita proximidade (a uma distância de alguns metros um do outro) ou a poucos quilômetros de um servidor central, eles podem se comunicar como se estivessem conectados por um cabo. Outra característica importante é a capacidade de cada dispositivo de bloquear outros dispositivos de forma seletiva, evitando interferências desnecessárias ou acessos não autorizados à informação.
A tecnologia para WPANs está em rápido desenvolvimento. O objetivo é facilitar a operação perfeita entre dispositivos e sistemas domésticos ou empresariais. Cada dispositivo de uma WPAN será capaz de se conectar a qualquer outro presente na mesma rede, desde que estejam dentro da área de alcance um do outro.